# Calidón (ciudad)

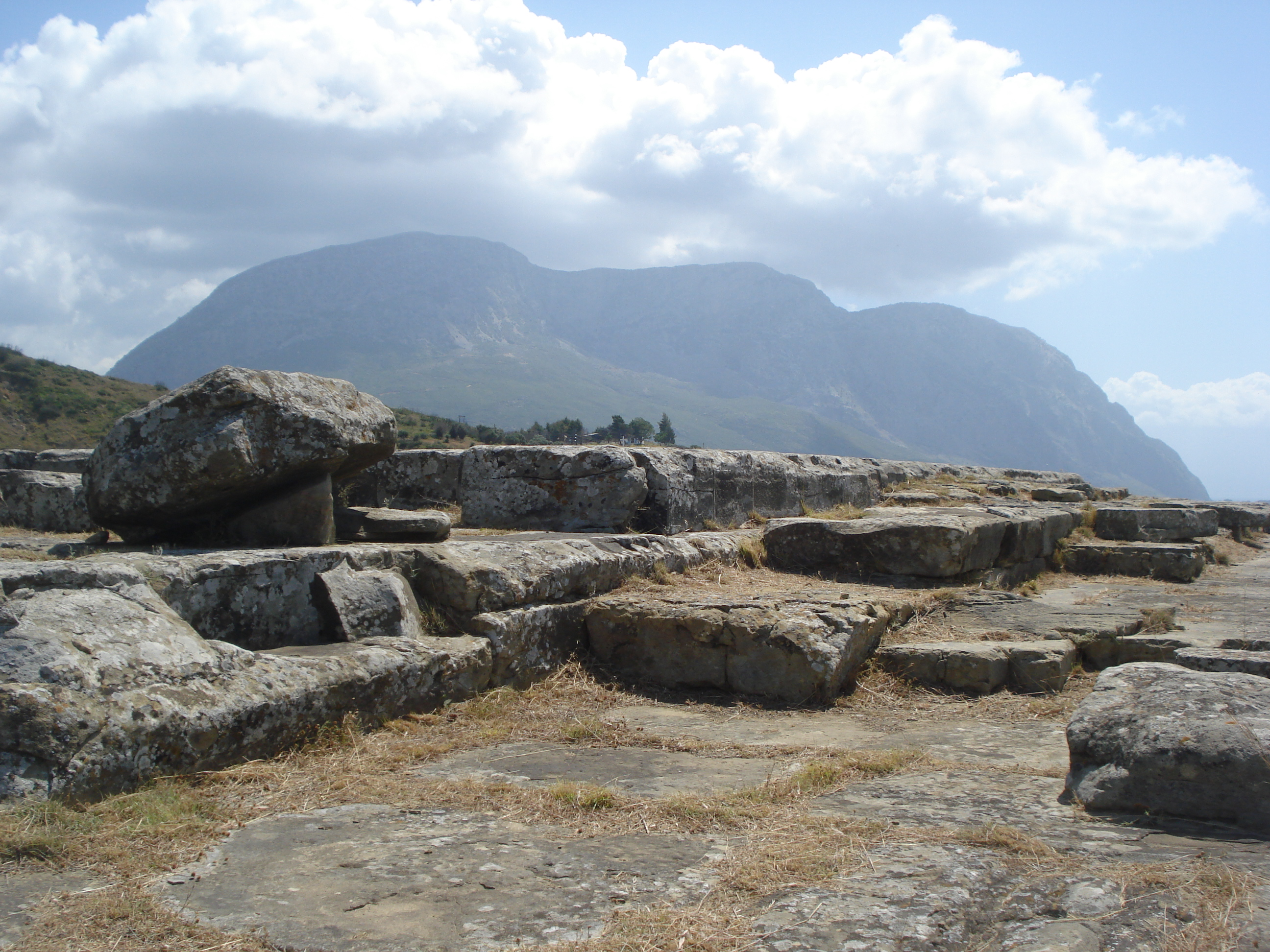
Acrópolis de Calidón, con los montes Varásova (Βαράσοβα) al fondo.

Calidón o Calidonia (en griego Καλυδών, Kaludôn) era una ciudad situada al norte del golfo de Corinto, en la región de Etolia, en Grecia Occidental. La ciudad está situada en la entrada del golfo de Corinto. Se puede encontrar después de Patras pasando por Antírio y tomando la dirección de Mesolongi o de Agrinio. Los vestigios se hallan cerca de la población de Evinojori, justo después del puente del río Evinos. Poseía una importante fortificación de tres kilómetros de perímetro.

## Leyendas
Su fundador epónimo, según la mitología griega, fue Calidón, hijo de Etolo y Prónoe. 
Entre los antiguos gobernantes de Calidón se encuentra Eneo. Este rey olvidó citar a la diosa Artemisa en los rituales de ofrendas del final de la cosecha y esta, para vengarse, envió a la ciudad un jabalí que devastó el país. Meleagro, hijo del rey, logró acabar con él, con la ayuda de Atalanta y otros héroes. Uno de los nietos de Eneo fue Diomedes, que acudió en ayuda de su abuelo cuando fue destronado por los hijos de Agrio. 
La Ilíada menciona las luchas entre curetes (que vivían en Pleurón) y calidonios: los primeros luchaban para expulsar a los segundos de sus tierras y los segundos para quedarse allí. 
Los calidonios participaron en la guerra de Troya con un ejército dirigido por su rey Toante, nieto de Eneo.
También se desarrolla en Calidón el mito de Calírroe y Coreso. La fuente de Calírroe recuerda el lugar donde aquella se dio muerte.

## Historia

Mapa de algunas de las ciudades griegas de las regiones de Etolia y Acarnania en la Antigüedad. Calidón se ubicaba en Etolia.

La ciudad albergaba en la acrópolis un importante templo, conocido como Lafria, en honor de Apolo y Artemisa.
Era vecina de la ciudad de Pleurón. No estaba en la costa sino unos kilómetros hacia el interior, en la llanura del Eveno. 
En 391 a. C. estaba en posesión de los aqueos, pero se ignora con certeza desde cuándo. Se sabe, no obstante, que al final de la guerra del Peloponeso, Naupacto pertenecía a Acaya, por lo tanto es posible que entonces Calidón formara parte de dicha ciudad. Por otra pare, Pausanias menciona que «los mesenios que recibieron Naupacto de manos de los atenienses, como entonces vivían muy cerca de Etolia, la recibieron de Calidón». En ese mismo año de 391 a. C., Calidón fue atacada por los acarnanios, y los aqueos pidieron ayuda a Esparta. El rey espartano Agesilao II fue enviado con un ejército contra los acarnanios y la ciudad se salvó.
Después de la  batalla de Leuctra, en 371 a. C., el beotarca tebano, Epaminondas, la devolvió a Etolia. 
En el año 31 a. C., Augusto trasladó a casi todos los calidonios a la ciudad de Nicópolis, fundada para conmemorar su victoria en la batalla de Accio. Los romanos se llevaron los tesoros de la ciudad a Patras. Entre estos, la estatua de la diosa Artemisa Lafria y la del dios Dioniso.

## Arqueología
La antigua Calidón ha sido excavada en varias fases diferentes por equipos conjuntos de arqueólogos griegos y daneses, entre 1926 y 1935, posteriormente entre 2001 y 2005 y desde 2010 hasta su finalización en 2019.
Los hallazgos arqueológicos indican que el lugar estuvo habitado desde la Edad del Bronce. En concreto, se han hallado los restos de un megaron y numerosas piezas de cerámica que indican que el lugar fue un asentamiento durante la época micénica.
Otros hallazgos de época posterior incluyen restos del asentamiento que estaba formado por la acrópolis y por una ciudad baja, el santuario de Artemisa Lafria —cuyos primeros signos de adoración se remontan al periodo geométrico y que se desarrolló a lo largo de los periodos arcaico, clásico y helenístico—, un pequeño templo dedicado a Apolo, las murallas de la ciudad, un heroon, un teatro y varias necrópolis. También había un espacio donde se atestigua que se rendía culto a Cibeles y donde se han encontrado lámparas, figurillas de terracota, restos de estatuillas de mármol y monedas. El lugar fue habitado hasta la época romana. 